# Lista de cidades de Indiana

Localização do estado de Indiana nos Estados Unidos.

Indiana é um estado localizado na região centro-oeste dos Estados Unidos. Em Indiana, para se incorporar como uma cidade de qualquer classe, a localidade deve ter uma população de pelo menos 2.000 habitantes. De acordo com o Censo dos Estados unidos de 2010, Indiana é o 15º estado mais populoso com 6.483.802 habitantes, e também 38º maior por área de terra abrangendo 94.326,19 km² de área.
Abaixo segue-se uma lista com as cidades de Indiana.

## A
- Alexandria
- Anderson
- Angola
- Attica
- Auburn
- Aurora
- Austin

## B
- Batesville
- Bedford
- Beech Grove
- Berne
- Bicknell
- Bloomington
- Bluffton
- Boonville
- Brazil
- Butler

## C
- Cannelton
- Carmel
- Charlestown
- Clinton

- Columbia City
- Columbus
- Connersville
- Covington
- Crawfordsville
- Crown Point

## D
- Decatur
- Delphi
- Dunkirk

## E
- East Chicago
- Elkhart
- Elwood
- Evansville

## F
- Fishers
- Fort Wayne
- Frankfort
- Franklin

## G
- Garrett
- Gary
- Gas City
- Goshen
- Greencastle
- Greendale
- Greenfield
- Greensburg
- Greenwood

## H
- Hammond
- Hartford City
- Hobart
- Huntingburg
- Huntington

## I
- Indianápolis

## J
- Jasonville
- Jasper
- Jeffersonville
- Jonesboro

## K
- Kendallville
- Knox
- Kokomo

## L
- La Porte
- Lafayette
- Lake Station
- Lawrence
- Lawrenceburg
- Lebanon
- Ligonier
- Linton
- Logansport
- Loogootee

## M
- Madison
- Marion
- Martinsville
- Michigan City
- Mishawaka
- Mitchell
- Monticello
- Montpelier
- Mount Vernon
- Muncie

## N
- Nappanee
- New Albany
- New Castle
- New Haven
- Noblesville
- North Vernon

## O
- Oakland City

## P
- Peru
- Petersburg
- Plymouth
- Portage
- Portland
- Princeton

## R
- Rensselaer
- Richmond
- Rising Sun
- Rochester
- Rockport
- Rushville

## S
- Salem
- Scottsburg
- Seymour
- Shelbyville
- South Bend
- Southport
- Sullivan

## T
- Tell City
- Terre Haute
- Tipton

## U
- Union City

## V
- Valparaiso
- Vincennes

## W
- Wabash
- Warsaw
- Washington
- West Lafayette
- Westfield
- Whiting
- Winchester
- Woodburn